# ایگوآناهای صخره‌ای
ایگوآناهای صخره‌ای (نام علمی: Cyclura) نام یک سرده از تیره ایگوآنایان است. گونه‌های عضو این جنس فقط در جزایر هند غربی وجود دارند. ایگواناهای صخره‌ای درجه بالایی از بومی‌زادی دارند و در بیشتر موارد یک گونه یا زیرگونه به یک جزیره منحصر به فرد محدود می‌شود.
جنس Cyclura برای اولین بار توسط ریچارد هارلان در سال ۱۸۲۵ مشخص شد تا شامل دو گونه جدید مارمولک باشد: C. carinata و C. teres. C. teres در نهایت تبدیل به مترادف کوچک Ctenosaura acanthura شد.
در سده بیستم، هشت گونه Cyclura و ۹ زیرگونه دیگر (یکی منقرض شده) به غیر از زیرگونه نامی شناخته شده بودند.
برخی از زیرگونه‌ها در سده بیست و یکم توسط افراد خاصی به عنوان گونه درنظر گرفته می‌شدند. در حال حاضر نه یا ده گونه در این سرده وجود دارد.

## زیستگاه
ایگواناهای صخره‌ای اغلب در مناطق نیمه گرمسیری زیست‌بوم‌های جنگلی خشک هند غربی زندگی می‌کنند که مشخصه آن سنگ آهک فرسایش یافته و پوشش گیاهی کم است که از جنگل‌های اقاقیا نسبتاً خشک تا زیستگاه‌های کهور و کاکتوس بسیار خشک‌تر متغیر است. این جزایر از سنگ آهک به شدت فرسایش یافته تشکیل شده‌اند که غارهای طبیعی را تشکیل می‌دهند.

## خوراک و طول عمر
همه ایگواناهای صخره‌ای گیاهخوار هستند و از برگ‌ها، گل‌ها، انواع توت‌ها و میوه‌های گونه‌های مختلف گیاهی استفاده می‌کنند.
خوراک آنها به ندرت با کرمینهٔ حشرات، خرچنگ‌ها، راب‌ها، پرندگان مرده و قارچ‌ها تکمیل می‌شود. به نظر می‌رسد که حیوانات تک‌زی این سرده، گوشتخواران فرصت‌طلب هستند.
مطالعه ای در سال ۲۰۰۰ توسط آلیسون آلبرتز نشان داد دانه‌هایی که از دستگاه گوارش ایگواناهای صخره‌ای C. nubila nubila عبور می‌کنند، سریع‌تر از دانه‌هایی که این کار را انجام نمی‌دهند، جوانه می‌زنند. این دانه‌ها در میوه‌های مصرفی این گونه با جوانه زدن قبل از پایان فصل‌های بسیار کوتاه بارانی دارای مزیت تطبیقی هستند. او این نظریه را مطرح کرد که این ایگواناها ممکن است وسیله مهمی برای توزیع چنین دانه‌هایی در مناطق جدید باشند.
رکورد دیرزیست‌ترین ایگوانای صخره ای متولد شده در اسارت متعلق به یک ایگوانای کوچک کایمن است که ۳۳ سال در اسارت زندگی کرد.
یک ایگوانای آبی که در سال ۱۹۵۰ توسط طبیعت‌شناس ایرا تامپسون در گرند کیمن شکار شد، در سال ۱۹۸۵ توسط رامون نوگل به ایالات متحده وارد شد و به وارد کننده و پرورش دهنده خزندگان، تام کراچفیلد فروخته شد.
کراچفیلد این ایگوانا را در سال ۱۹۹۷ به باغ وحش گلدیس پورتر در براونزویل تگزاس قرض داد. این مارمولک توسط کارکنان باغ وحش گودزیلا نامیده شد و تا زمان مرگش در سال ۲۰۰۴ نگهداری شد.
تامپسون تخمین زد که ایگوانا در زمان دستگیری ۱۵ سال سن داشت. این مارمولک ممکن است با ۶۹ سال عمر دیرزیست‌ترین مارمولک ثبت شده در جهان باشد که ۵۴ سال را در اسارت گذرانده‌است.

## زادآوری
همه گونه‌های Cyclura از نظر جنسی دوشکلی هستند. نرها بزرگ‌تر از ماده‌ها هستند و تاج‌های پشتی برجسته‌تری دارند و همچنین منافذ فمورال بزرگ‌تری روی ران‌های خود دارند که برای آزاد کردن فرمون‌ها استفاده می‌شود.
مشخصات در میان گونه‌ها و زیرگونه‌ها کمی متفاوت است، ایگوانای صخره‌ای در سن سه تا هفت سالگی به بلوغ جنسی می‌رسد. ماده‌ها در سن دو تا پنج سالگی از نظر جنسی بالغ می‌شوند. نرها به استثنای ایگوانای جزیره اگزوما می‌توانند بسیار قلمروطلب باشند. جفت‌گیری در آغاز یا درست قبل از اولین فصل بارانی سال (اردیبهشت تا ژوئن) انجام می‌شود و دو تا سه هفته طول می‌کشد. ماده‌ها از ۲ تا ۳۴ تخم می‌گذارند که اندازهٔ متوسط گیره آنها ۱۷ در ۴۰ روز است. ماده‌های اکثر گونه‌ها پس از تخم‌گذاری چندین روز از لانه‌های خود محافظت می‌کنند و جوجه کشی تقریباً ۸۵ روز طول می‌کشد. گفته می‌شود که تخم سیکلورا یکی از بزرگترین تخم‌های مارمولک تولید شده در جهان است.

## حفاظت
در سال ۱۹۹۶ میلادی ۹ گونه از این سرده به عنوان در معرض خطر بحرانی، چهار گونه در معرض خطر و سه گونه به عنوان آسیب‌پذیر شناسایی شدند. باور بر این است که یک گونه منقرض شده‌است. افزون بر شمار کمی از حیوانات بومی ساکن جزیره، جمعیت وحشی این مارمولک‌ها به‌طور مستقیم و غیرمستقیم تحت تأثیر توسعه زمین، چرای بیش از حد دام‌های اهلی و وحشی و شکار پستانداران معرفی شده مانند گراز، گربه، موش صحرایی، سگ و خدنگ قرار دارند. .
در سال ۱۹۹۰، انجمن باغ وحش و آکواریوم آمریکا (AZA) جنس Cyclura را به عنوان بالاترین اولویت خود تعیین کرد. اولین پروژه آنها یک برنامه پرورش در اسارت برای ایگوانای گراند کیمن بود که در آن زمان به شدت در خطر انقراض بین همه گونه‌های Cyclura بود.
باغ وحش ایندیاناپولیس در تحقیق و حفاظت از تمام شانزده گونه ایگواناهای هند غربی مشارکت داشت. این شامل کار مشترک بر روی ایجاد اطلاعات زیست‌شناختی پایه در ایگواناهای اسیر و وحشی، پژوهش علمی، تلاش‌های حفاظتی، تحقیقات میدانی و برنامه‌های پرورش در اسارت است.